# Sprängämnesinspektionen
Sprängämnesinspektionen (SÄI) var en myndighet som bildades 1920 och lades ned 1 oktober 2001.

## Inspektionens förhistoria
Efter att Sverige fått allt fler och större fabriker kom industrialiseringens arbetsmiljörisker att uppmärksammas under 1800-talets andra hälft. 1889 stiftades lagen angående skydd mot yrkesfara och landets tre första yrkesinspektörer utsågs. 1895 organiserades Sverige i fem yrkesinspektörsdistrikt, samtidigt som professor Albert Werner Cronquist tillsattes som tillfällig inspektör "att verkställa inspektionen av de fabriker inom riket, der krut och andra explosiva ämnen samt ammunition, tändrör eller stubin, fyrverkeripjeser med mera dylikt tillverkas."

## Inspektionen för explosiva varor
Samtidigt som förordningen angående exploviva varor utfärdades 1897 om en ny myndighet att inrättas under Kommerskollegium, Inspektionen för explosiva varor. Förste inspektören blev Albert Werner Cronquist, som samtidigt fortsatte att vara specialinspektör för sprängämnestillverkning i yrkesinspektionen.

## Sprängämnesinspektionen
Verksamheten fördes 1920 över till den nybildade myndigheten Sprängämnesinspektionen. Sprängämnesinspektör blev Cronquists efterträdare Gottfried von Feilitzen, som även han fortsatte att vara specialinspektör i yrkesinspektionen. 1 juli 1989 inrättades sprängämnesinspektionen som central förvaltningsmyndighet och var inte längre organiserad under Kommerskollegium. Myndighetschefen hade framtill i november 1989 titeln sprängämnesinspektör, men titulerades därefter generaldirektör.
Myndigheten avvecklades 1 oktober 2001. Dess verksamhet ingick sedan i Räddningsverkets organisation. Verksamheten är från den 1 januari 2009 en del av Myndigheten för samhällsskydd och beredskap.

## Sprängämnesinspektörer
- 1895–1910: Professor Albert Werner Cronquist
- 1910–1938: Kemist Gottfried von Feilitzen
- 1938–1949: Major Carl Fredrik Westrell
- 1949–1968: Civilingenjör Alfred Billberg
- 1968–1977: Civilingenjör Atle Larsson
- 1977–1994: Fil.dr. Owe Fredholm
- 1994–2001: Kemisten Erik Nilsson